# 12298 Брехт
12298 Брехт (12298 Brecht) — астероїд головного поясу, відкритий 6 серпня 1991 року.
Тіссеранів параметр щодо Юпітера — 3,459.